# Ptychoptera agnes
Ptychoptera agnes är en tvåvingeart som beskrevs av Krzeminski och Peter Zwick 1993. Ptychoptera agnes ingår i släktet Ptychoptera och familjen glansmyggor.
Artens utbredningsområde är Ungern. Inga underarter finns listade i Catalogue of Life.